# Погонцы (Светлогорский район)
Погонцы (раньше Поганцы) (бел. Паго́нцы, Паганцы) — деревня в Паричском сельсовете Светлогорского района Гомельской области Республики Беларусь. На западе граничит с лесом (урочище Озёрский Мох).

## География

### Расположение
В 18 км на северо-запад от Светлогорска, 18 км от железнодорожной станции Светлогорск-на-Березине (на линии Жлобин — Калинковичи), 129 км от Гомеля.

### Гидрография
На юге и севере мелиоративные каналы, соединённые с рекой Чирка (приток река Жердянка).

## Транспортная сеть
Транспортные связи по просёлочной, затем автомобильной дороге Светлогорск — Паричи. Планировка состоит из чуть искривлённой улицы, ориентированной с юго-запада на северо-восток, застройка деревянная, усадебного типа.

## История
Согласно письменным источникам известна с XVII века как селение в Паричской волости Бобруйского повета Минского воеводства Великого княжества Литовского. По инвентарю 1639 года 34 дыма 27 валок земли, из которых 11 пустые.
После 2-го раздела Речи Посполитой (1793 год) в составе Российской империи. В 1879 году обозначена в числе селений Паричского церковного прихода. Согласно переписи 1897 года действовали часовня, трактир.
В 1925 году в Ракшинском сельсовете Паричского Бобруйского округа. В 1930 году организован колхоз.
До 16 декабря 2009 года в составе Козловского сельсовета, с 16 декабря 2009 года в составе Паричского поселкового Совета депутатов, с 12 декабря 2013 года в составе Паричского сельсовета.

## Население

### Численность
- 2021 год — 22 жителя

### Динамика
- 1639 год — 34 дыма
- 1897 год — 173 жителя (согласно переписи)
- 1917 год — 45 дворов, 289 жителей
- 1925 год — 58 дворов
- 1959 год — 269 жителей (согласно переписи)
- 2004 год — 36 хозяйств, 50 жителей
- 2021 год — 22 жителя